# Navia (botanica)
Navia Schult. & Schult.f. è un genere di piante angiosperme monocotiledoni della famiglia delle Bromeliacee, nativo del Sud America.

## Distribuzione e habitat
Il genere è diffuso in Colombia, Venezuela, Suriname, Guyana e Brasile settentrionale.

## Tassonomia
Il genere comprende le seguenti specie:
- Navia abysmophila L.B.Sm.
- Navia acaulis Mart. ex Schult. & Schult.f.
- Navia affinis L.B.Sm.
- Navia aliciae L.B.Sm., Steyerm. & H.Rob.
- Navia aloifolia L.B.Sm.
- Navia angustifolia (Baker) Mez
- Navia arida L.B.Sm. & Steyerm.
- Navia aurea L.B.Sm.
- Navia axillaris Betancur
- Navia barbellata L.B.Sm.
- Navia berryana L.B.Sm., Steyerm. & H.Rob.
- Navia bicolor L.B.Sm.
- Navia brachyphylla L.B.Sm.
- Navia breweri L.B.Sm. & Steyerm.
- Navia brocchinioides L.B.Sm.
- Navia cardonae L.B.Sm.
- Navia caricifolia L.B.Sm.
- Navia carnevalii L.B.Sm. & Steyerm.
- Navia caulescens Mart. ex Schult. & Schult.f.
- Navia caurensis L.B.Sm.
- Navia colorata L.B.Sm.
- Navia connata L.B.Sm. & Steyerm.
- Navia corrugata Barb.Silva & Martinelli
- Navia crassicaulis L.B.Sm., Steyerm. & H.Rob.
- Navia cretacea L.B.Sm.
- Navia crispa L.B.Sm.
- Navia cucullata L.B.Sm.
- Navia culcitaria L.B.Sm., Steyerm. & H.Rob.
- Navia duidae L.B.Sm.
- Navia duidensis (L.B.Sm., Steyerm. & H.Rob.) Christenh. & Byng
- Navia ebracteata Betancur & M.V.Arbeláez
- Navia eldorado Barb.Silva & Forzza
- Navia emergens L.B.Sm., Steyerm. & H.Rob.
- Navia filifera L.B.Sm., Steyerm. & H.Rob.
- Navia fontoides L.B.Sm.
- Navia geaster L.B.Sm., Steyerm. & H.Rob.
- Navia glandulifera B.Holst
- Navia glauca L.B.Sm.
- Navia gleasonii L.B.Sm.
- Navia graminifolia L.B.Sm.
- Navia hechtioides L.B.Sm.
- Navia heliophila L.B.Sm.
- Navia hohenbergioides L.B.Sm.
- Navia huberiana L.B.Sm., Steyerm. & H.Rob.
- Navia immersa L.B.Sm.
- Navia incrassata L.B.Sm. & Steyerm.
- Navia intermedia L.B.Sm. & Steyerm.
- Navia involucrata L.B.Sm.
- Navia jauana L.B.Sm., Steyerm. & H.Rob.
- Navia lactea L.B.Sm., Steyerm. & H.Rob.
- Navia lanigera L.B.Sm.
- Navia lasiantha L.B.Sm. & Steyerm.
- Navia latifolia L.B.Sm.
- Navia lepidota L.B.Sm.
- Navia liesneri L.B.Sm., Steyerm. & H.Rob.
- Navia lindmanioides L.B.Sm.
- Navia linearis L.B.Sm., Steyerm. & H.Rob.
- Navia luzuloides L.B.Sm., Steyerm. & H.Rob.
- Navia maguirei L.B.Sm.
- Navia marahuacae (L.B.Sm., Steyerm. & H.Rob.) Christenh. & Byng
- Navia mima L.B.Sm.
- Navia mosaica B.Holst
- Navia myriantha L.B.Sm.
- Navia navicularis L.B.Sm. & Steyerm.
- Navia nubicola L.B.Sm.
- Navia ocellata L.B.Sm.
- Navia octopoides L.B.Sm.
- Navia ovoidea L.B.Sm., Steyerm. & H.Rob.
- Navia paruana B.Holst
- Navia parvula L.B.Sm.
- Navia patria L.B.Sm. & Steyerm.
- Navia pauciflora L.B.Sm.
- Navia phelpsiae L.B.Sm.
- Navia pilarica Betancur
- Navia piresii L.B.Sm., Steyerm. & H.Rob.
- Navia polyglomerata L.B.Sm., Steyerm. & H.Rob.
- Navia pulvinata L.B.Sm.
- Navia pungens L.B.Sm.
- Navia reflexa L.B.Sm.
- Navia robinsonii L.B.Sm.
- Navia sandwithii L.B.Sm.
- Navia saxicola L.B.Sm.
- Navia schultesiana L.B.Sm.
- Navia scirpiflora L.B.Sm., Steyerm. & H.Rob.
- Navia scopulorum L.B.Sm.
- Navia semiserrata L.B.Sm.
- Navia serrulata L.B.Sm.
- Navia splendens L.B.Sm.
- Navia stenodonta L.B.Sm.
- Navia steyermarkii L.B.Sm.
- Navia subpetiolata L.B.Sm.
- Navia tentaculata B.Holst
- Navia tenuifolia Barb.Silva & Forzza
- Navia terramarae L.B.Sm. & Steyerm.
- Navia trichodonta L.B.Sm.
- Navia umbratilis L.B.Sm.
- Navia viridis L.B.Sm.
- Navia wurdackii L.B.Sm.
- Navia xyridiflora L.B.Sm.